# Урсула фон Саксония-Лауенбург (1523–1577)
Урсула фон Саксония-Лауенбург (на немски: Ursula von Sachsen-Lauenburg; * 1523; † сл. 1577, Минден) от род Аскани, е принцеса от Херцогство Саксония-Лауенбург и чрез женитба херцогиня на Мекленбург-Шверин.

## Живот
Тя е най-малката дъщеря на херцог Магнус I фон Саксония-Лауенбург (1470 – 1543) и съпругата му Катарина фон Брауншвайг-Волфенбютел (1488 – 1563), дъщеря на херцог Хайнрих I от Брауншвайг-Волфенбютел (1463 – 1514) и съпругата му Катарина от Померания (1465 – 1526).
Урсула се омъжва на 14 (24) май 1551 г. в Шверин за херцог Хайнрих V фон Мекленбург (1479 – 1552).  Тя е третата му съпруга. Бракът е бездетен. Той умира на 6 февруари 1552 г. Урсула умира сл. 1577 г. в Минден и е погребана там.